# Белорамино
 Белорамино  — деревня в составе Барашевского сельского поселения Теньгушевского района Республики Мордовия.

## География
Находится на расстоянии примерно 16 километров по прямой на юг-юго-восток от районного центра села Теньгушево.

## История
Известна с 1866 года, когда она была учтена  как деревня Темниковского уезда из 33 дворов.

## Население
Постоянное население составляло 30 человек (русские 97%) в 2002 году, 9 в 2010 году .